# Bipalium adventitium
Bipalium adventitium là một loài giun dẹp ăn thịt trong họ từ châu Á. Nó đã được giới thiệu ngẫu nhiên ở những nơi khác, kể cả ở Bắc Mỹ, nơi nó được coi là xâm lấn. Tên thường gặp dành cho nó và họ hàng của nó là "sâu búa" vì hình dạng đầu đặc trưng.

## Hành vi

### Ăn thịt
Loài này ăn thịt, giống như các loài Bipalium khác, con mồi của nó là giun đất. Để cho B. adventitium bắt con mồi của nó, nó theo dấu vết hóa học tạo ra bởi các con giun đất. Hóa thụ quan trên đầu chịu trách nhiệm cho cảm biến dấu vết của những con giun đất.

### Sinh sản
Bipalium adventitium có thể sinh sản bằng nhiều phương pháp khác nhau. Sinh sản thường xảy ra với B. adventitium của sinh sản hữu tính. Một nang trứng mang con trong vòng khoảng 3 tuần trước để sinh ra 1-6 con non.